# Terapia de captura de neutrones contra el cáncer
La terapia de captura de neutrones (TCN) es un tipo de radioterapia para tratar tumores malignos localmente invasivos, como tumores cerebrales primarios, cánceres recurrentes de la región de cabeza y cuello y melanomas cutáneos y extracutáneos. Se trata de un proceso en dos fases: en primer lugar, se inyecta al paciente un fármaco localizador de tumores que contiene el isótopo estable boro-10 (10B), muy propenso a capturar neutrones "térmicos" de baja energía. La sección transversal neutrónica del 10B (3.837 barns) es 1.000 veces superior a la de otros elementos, como el nitrógeno, el hidrógeno o el oxígeno, que se encuentran en los tejidos. En el segundo paso, se irradia al paciente con neutrones epitermales, cuyas fuentes en el pasado han sido reactores nucleares y ahora son aceleradores que producen neutrones epitermales de mayor energía. Tras perder energía al penetrar en el tejido, los neutrones "térmicos" de baja energía resultantes son capturados por los átomos de 10B. La reacción de desintegración resultante produce partículas alfa de alta energía que matan las células cancerosas que han absorbido suficiente 10B
Toda la experiencia clínica con TNC hasta la fecha es con boro-10; por lo tanto, este método se conoce como terapia de captura de neutrones de boro (TCNB). El uso de otro isótopo no radiactivo, como el gadolinio, se ha limitado a estudios experimentales en animales y no se ha realizado clínicamente. La TCNB se ha evaluado como una alternativa a la radioterapia convencional para los tumores cerebrales malignos, como los glioblastomas, que en la actualidad son incurables y, más recientemente, los cánceres recurrentes localmente avanzados de la región de la cabeza y el cuello y, con mucha menos frecuencia, los melanomas superficiales que afectan principalmente a la piel. y región genital.

## Principios básicos
La terapia de captura de neutrones es un sistema binario que consta de dos componentes separados para lograr su efecto terapéutico. Cada componente por sí solo no es tumoricida, pero cuando se combinan pueden ser altamente letales para las células cancerosas.

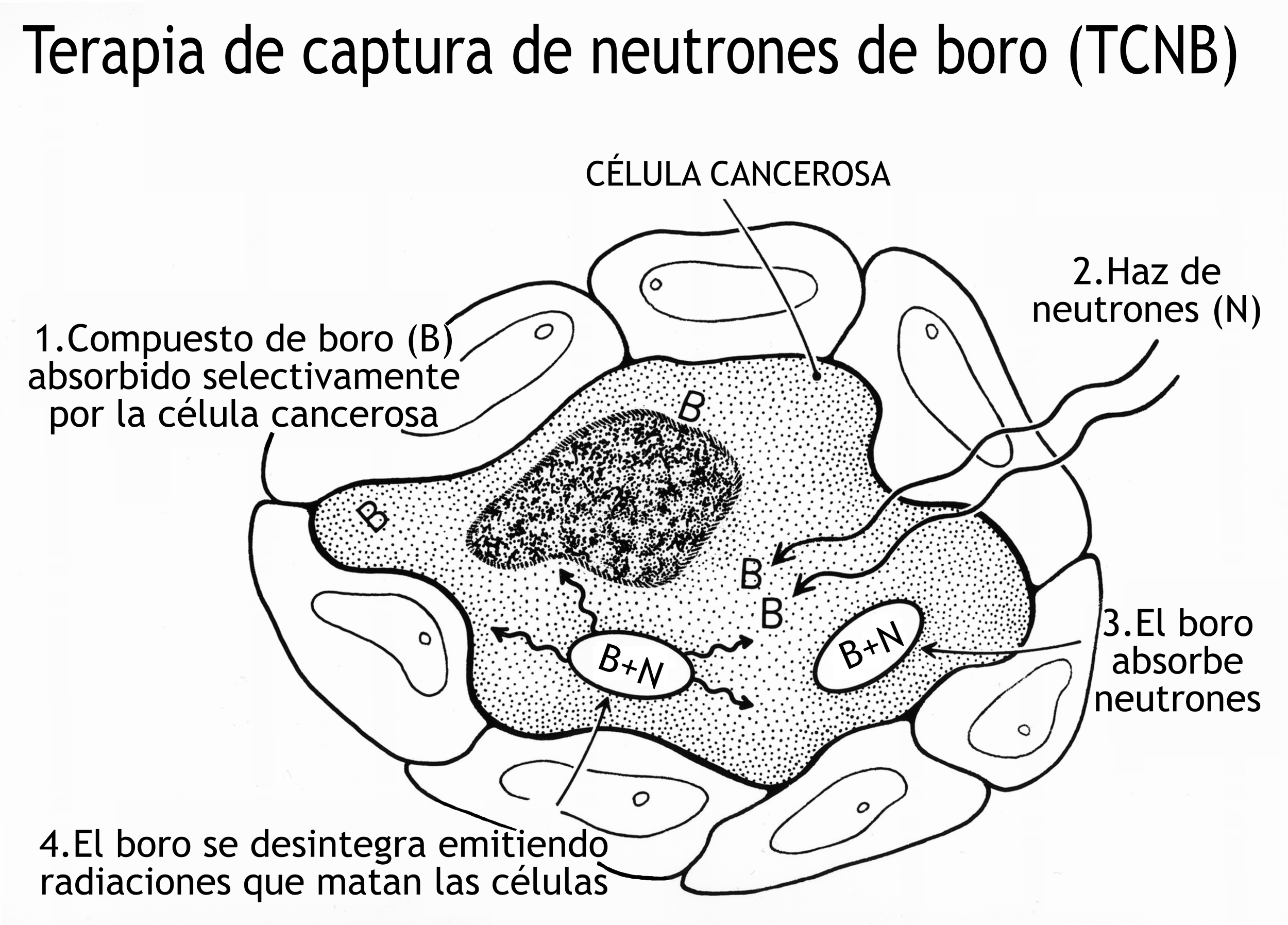
1) El compuesto de boro (b) es absorbido selectivamente por la(s) célula(s) cancerosa(s). 2) El haz de neutrones (n) se dirige al sitio del cáncer. 3) El boro absorbe neutrones. 4) El boro se desintegra emitiendo radiación que mata el cáncer.

La TCNB se basa en las reacciones de captura y desintegración nuclear que ocurren cuando el boro-10 no radiactivo, que constituye aproximadamente el 20 % del boro elemental natural, se irradia con neutrones de la energía apropiada para producir boro-11 excitado (11 B*). Este sufre una desintegración radiactiva para producir partículas alfa de alta energía (núcleos de 4 He) y núcleos de litio-7 de alta energía (7Li). La reacción nuclear es:
10 B + enésimo → [ 11 B] *→ α + 7 Li + 2,31 MeV
Tanto las partículas alfa como los núcleos de litio producen ionizaciones poco espaciadas en las inmediaciones de la reacción, con un rango de 5-9 µm. Este es aproximadamente el diámetro de la célula diana, y por tanto la letalidad de la reacción de captura se limita a las células que contienen boro. Por lo tanto, la TCNB puede considerarse un tipo de radioterapia dirigida tanto biológica como físicamente. El éxito de la TCNB depende de la administración selectiva de cantidades suficientes de 10B en el tumor, con sólo pequeñas cantidades localizadas en los tejidos normales circundantes. De este modo, los tejidos normales, si no han absorbido cantidades suficientes de boro-10, pueden quedar a salvo de las reacciones de captura y desintegración de neutrones. Sin embargo, la tolerancia de los tejidos normales viene determinada por las reacciones de captura nuclear que se producen con el hidrógeno y el nitrógeno de los tejidos normales.
Se ha sintetizado una amplia variedad de agentes de suministro de boro. El primero, que se ha utilizado principalmente en Japón, es un anión borano poliédrico, borocaptato sódico o BSH ( Na2B12H11SH), y el segundo es un derivado dihidroxiborílico de la fenilalanina, denominado boronofenilalanina o BPA. Este último se ha utilizado en muchos ensayos clínicos. Tras la administración de BPA o BSH mediante infusión intravenosa, se irradia la zona del tumor con neutrones, cuya fuente, hasta hace poco, eran reactores nucleares especialmente diseñados y ahora son aceleradores de neutrones. Hasta 1994, en Japón y Estados Unidos se utilizaban haces de neutrones térmicos de baja energía (< 0,5 eV), pero como tienen una profundidad de penetración limitada en los tejidos, en los ensayos clínicos de Estados Unidos, Europa, Japón, Argentina, Taiwán y China se utilizaban haces de neutrones epitérmicos de mayor energía (> 0,5 eV < 10 keV), que tienen una mayor profundidad de penetración, hasta que recientemente los aceleradores sustituyeron a los reactores. En teoría, la TCNB es un tipo de radioterapia altamente selectiva que puede dirigirse a las células tumorales sin causar daños por radiación a las células y tejidos normales adyacentes. Se pueden administrar dosis de hasta 60-70 grays (Gy) a las células tumorales en una o dos aplicaciones, frente a las 6-7 semanas de la irradiación convencional fraccionada con fotones de haz externo. Sin embargo, la eficacia de la TCNB depende de una distribución celular relativamente homogénea de 10B dentro del tumor, y más concretamente dentro de las células tumorales constituyentes, y éste sigue siendo uno de los principales problemas sin resolver que han limitado su éxito.

## Estudios clínicos utilizando fuentes de neutrones aceleradores

### Tratamiento de gliomas malignos recurrentes
El mayor avance en el desarrollo clínico de la TCNB ha sido la introducción en Japón de las fuentes de neutrones ciclotrónicas (c-BNS). Shin-ichi Miyatake y Shinji Kawabata han liderado el tratamiento de pacientes con glioblastomas (GBM) recidivantes. En su ensayo clínico de fase II, utilizaron el acelerador de Sumitomo Heavy Industries en la Facultad de Medicina de Osaka, Centro Médico TCNB de Kansai, para tratar a un total de 24 pacientes. La edad de estos pacientes oscilaba entre los 20 y los 75 años, y todos habían recibido previamente un tratamiento estándar consistente en cirugía seguida de quimioterapia con temozolomida (TMZ) y radioterapia convencional. Eran candidatos al tratamiento con TCNB porque sus tumores habían reaparecido y estaban aumentando de tamaño. Recibieron una infusión intravenosa de una formulación patentada de boronofenilalanina enriquecida con 10B ("Borofalan", StellaPharma Corporation, Osaka, Japón) antes de la irradiación neutrónica. El criterio de valoración principal de este estudio fue la tasa de supervivencia a un año tras la TCNB, que fue del 79,2%, y la mediana de la tasa de supervivencia global fue de 18,9 meses. Con base en estos resultados, se concluyó que la TCNB c-BNS era seguro y aumentaba la supervivencia de los pacientes con gliomas recidivantes. Aunque existía un mayor riesgo de edema cerebral debido a la reirradiación, éste se controlaba fácilmente. Como resultado de este ensayo, el acelerador Sumitomo fue aprobado por la autoridad reguladora japonesa competente en materia de productos sanitarios, y se están llevando a cabo nuevos estudios con pacientes con meningiomas recurrentes de alto grado (malignos). Sin embargo, se han suspendido otros estudios para el tratamiento de pacientes con GBM a la espera de un análisis adicional de los resultados.

### Tratamiento de cánceres de cabeza y cuello recurrentes o localmente avanzados
Katsumi Hirose y sus colaboradores del Southern Tohoku TCNB Research Center de Koriyama (Japón) han informado recientemente de sus resultados tras tratar a 21 pacientes con tumores recidivantes de la región de la cabeza y el cuello. Todos estos pacientes habían recibido cirugía, quimioterapia y radioterapia convencional. Ocho de ellos tenían carcinomas de células escamosas recidivantes (CCR) y 13 tenían carcinomas de células no escamosas recidivantes (CCN) o localmente avanzados (CL). La tasa de respuesta global fue del 71%, y las tasas de respuesta completa y respuesta parcial fueron del 50% y el 25%, respectivamente, en los pacientes con CCE-R y del 80% y el 62%, respectivamente, en los pacientes con CCE-R o CCE-LA. Las tasas de supervivencia global a 2 años de los pacientes con CCE-R o CCE-n R/LA fueron del 58% y el 100%, respectivamente. El tratamiento fue bien tolerado y los acontecimientos adversos fueron los que suelen asociarse a la radioterapia convencional de estos tumores. Estos pacientes habían recibido una formulación propia de boronofenilalanina enriquecida con 10B (Borofalan), que se administró por vía intravenosa. Aunque no se identificó al fabricante del acelerador, presumiblemente se trataba del fabricado por Sumitomo Heavy Industries, Ltd., que se indicaba en los Agradecimientos de su informe. Basándose en este ensayo clínico de fase II, los autores sugirieron que la TCNB con Borofalan y c-BENS era un tratamiento prometedor para los cánceres recurrentes de cabeza y cuello, aunque se necesitarían más estudios para establecerlo con firmeza.

## El futuro
La TCNB clínica se utilizó por primera vez para tratar tumores cerebrales muy malignos y posteriormente para melanomas cutáneos difíciles de tratar quirúrgicamente. Más tarde, se utilizó como terapia de "rescate" en pacientes con tumores recidivantes en la región de la cabeza y el cuello. Los resultados clínicos fueron lo suficientemente prometedores como para conducir al desarrollo de fuentes de neutrones aceleradores, que se utilizarán casi exclusivamente en el futuro. Entre los retos para el futuro éxito clínico de la TCNB que deben superarse figuran los siguientes:
1. Optimización de los paradigmas de dosificación y entrega y administración de BPA y BSH.
2. El desarrollo de agentes de administración de boro más selectivos para los tumores y su evaluación en grandes animales y, en última instancia, en seres humanos.
3. Dosimetría precisa en tiempo real para estimar mejor las dosis de radiación aplicadas al tumor y a los tejidos normales en pacientes con tumores cerebrales y cáncer de cabeza y cuello.
4. Evaluación clínica adicional de fuentes de neutrones basadas en aceleradores para el tratamiento de tumores cerebrales, cáncer de cabeza y cuello y otras neoplasias malignas.
5. Reduciendo el costo.